# Musée maritime estonien
Le musée maritime estonien (estonien : Eesti Meremuuseum) est un musée situé à Tallinn en Estonie.

## Historique
Dans les années 1920, d'anciens marins et capitaines décidèrent de réunir des objets liés au monde maritime estonien. En 1934, une directive portant création du musée est adoptée, et le musée proprement dit est inauguré le 23 février 1935 dans le port de passagers de Tallinn, à proximité du Terminal D d'aujourd'hui. L'invasion soviétique met fin aux activités du musée dans le port. Les pièces exposées sont entreposées dans les sous-sols de la tour Kiek in de Kök, échappant ainsi à la destruction du bâtiment originel pendant la guerre. Après la guerre, les pièces sont réparties entre le musée de la ville de Tallinn et les musées de Haapsalu et Saaremaa. Le musée rouvre ses portes en 1965; il est alors situé dans la rue Pikk, dans la vieille ville de Tallinn.

En 1974, le CIO décide d'attribuer les Jeux olympiques de 1980 à Moscou, avec les épreuves de régate à Tallinn, ce qui motive une rénovation de la tour Grosse Marguerite. Le musée y déménage et rouvre en 1981. Cependant la tour se révèle rapidement trop petite pour les collections du musée. Au début du XXIe siècle les bateaux sont entreposés sur un quai en face de l'ancien port des hydravions. En 2010, la rénovation du bâtiment commence et le Musée maritime est ouvert au public en 2012, conservant une partie des collections dans la tour Grosse Marguerite tandis qu'une seconde exposition permanente et les expositions temporaires sont dans le port des hydravions.

## Principales pièces du musée
Le musée, sur une surface de plus de 6 500 m2, présente les navires suivants.
- L'EML Lembit sous-marin de la Seconde Guerre mondiale de la classe Kalev[3]
- L'EML Grif (P401) patrouilleur de la classe Zhuk
- L'EML Suurop (P421) patrouilleur de classe R de la Marine estonienne
- L'EML Kalev (M414) chasseur de mines de la classe Frauenlob
- Le PVL-105 Torm patrouilleur rapide de la classe Storm utilisé par les gardes côtes.
- Le Suur Tõll brise-glace à vapeur construit en 1914.
- Le PLV-109 Valvas, baliseur de 1944.
- Les restes du Maasilinn, l'un des plus vieux bateaux en bois d'Estonie
- Un hydravion Short 184[4]